# Aboim (Amarante)
Aboim is een plaats (freguesia) in de Portugese gemeente Amarante en telt 652 inwoners (2001).